# Eugène Devéria
Eugène François Marie Joseph Devéria (Pariz, 22. travnja 1805. - Pau, Pyrénées-Atlantiques, 3. veljače 1865.) bio je francuski romantičarski slikar. Uglavnom je slikao po formuli akademizma.
Bio je učenik Anne-Louisa Girodeta de Roussy-Triosona i Guillaumea Guillon-Lethièrea te vlastitog brata Achillea. Eugèneovi su roditelji bili François-Marie Devéria i Désirée François-Chaumont.
Auguste-Barthélemy Glaize je bio Eugèneov učenik, dok je Eugèneov nećak bio egiptolog Théodule Charles Devéria.

## Djela
- Rođenje Henrika IV.
- Smrt Ivane Orleanske
- Portret baruna Luja
- Luj Sveti sa ženom Margaretom i Blankom Kastiljskom